# Chersodoma
Chersodoma é um género botânico pertencente à família Asteraceae.